# 书院门

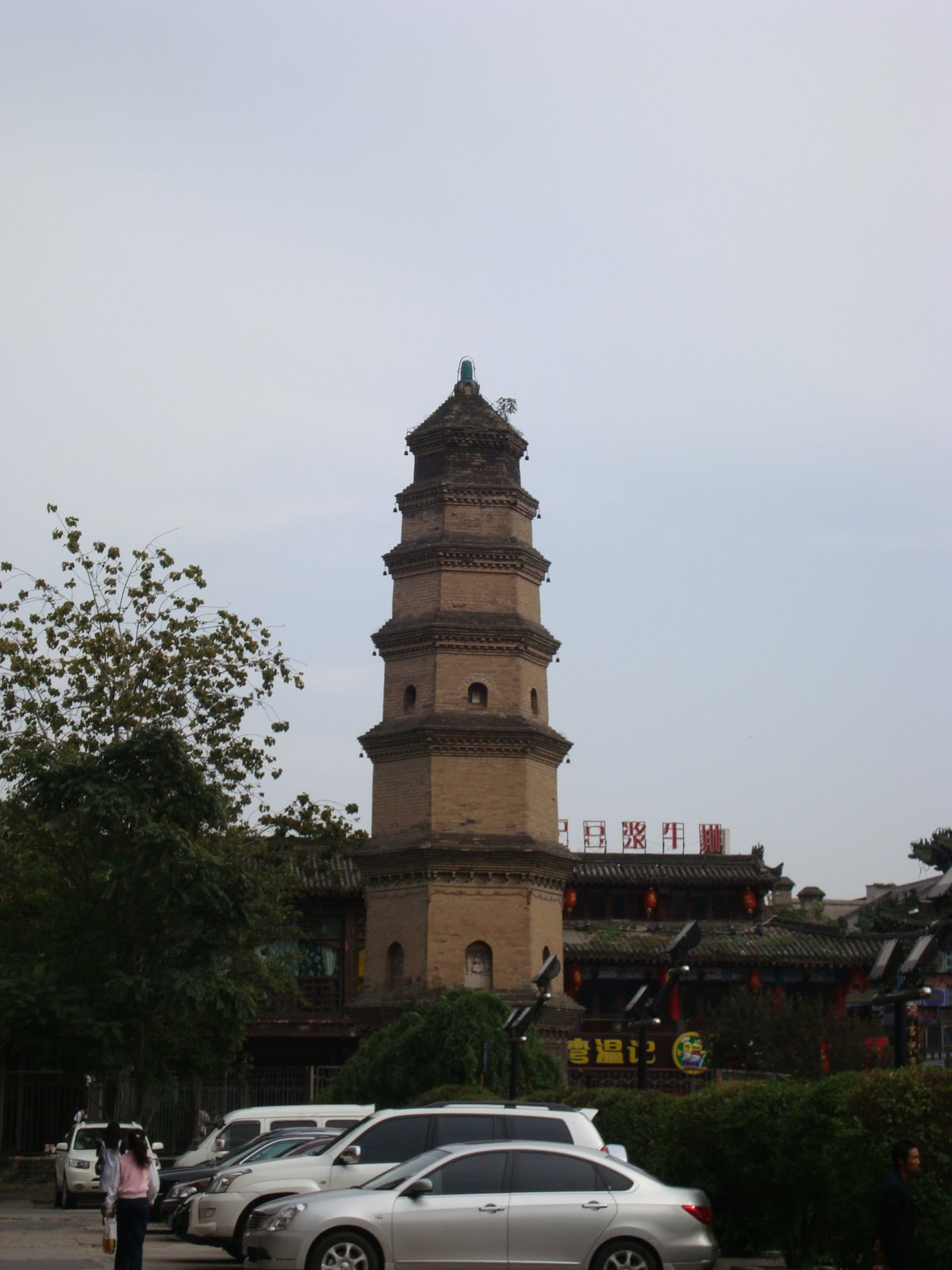
宝庆寺塔

书院门是西安市内书院门步行街的简称，位于西安城墙永宁门内，因里边的关中书院得名。其西口南距南门东门洞约100米，西距南大街约100米。书院门也是西安古民居破坏最多的地方，街两侧现多为仿古建筑，主要销售字画、古籍、毛笔、砚台等。

## 历史
明万历七年间，学者冯从吾辞官归里，在宝庆寺讲学。后辟新址，在街北侧建立关中书院。书院门因此得名。
民国时期，于右任、国民政府高等法院院长袁家等名流曾在书院门居住。
1990年，西安市人民政府将书院门改造为仿古旅游文化街，将街面上的宅子一律拆除，修建明清风格的仿古建筑，并将街上的树木一律挖掉，改栽龙爪槐。

## 著名地点
- 关中书院
- 宝庆寺塔